# Mercer Ellington

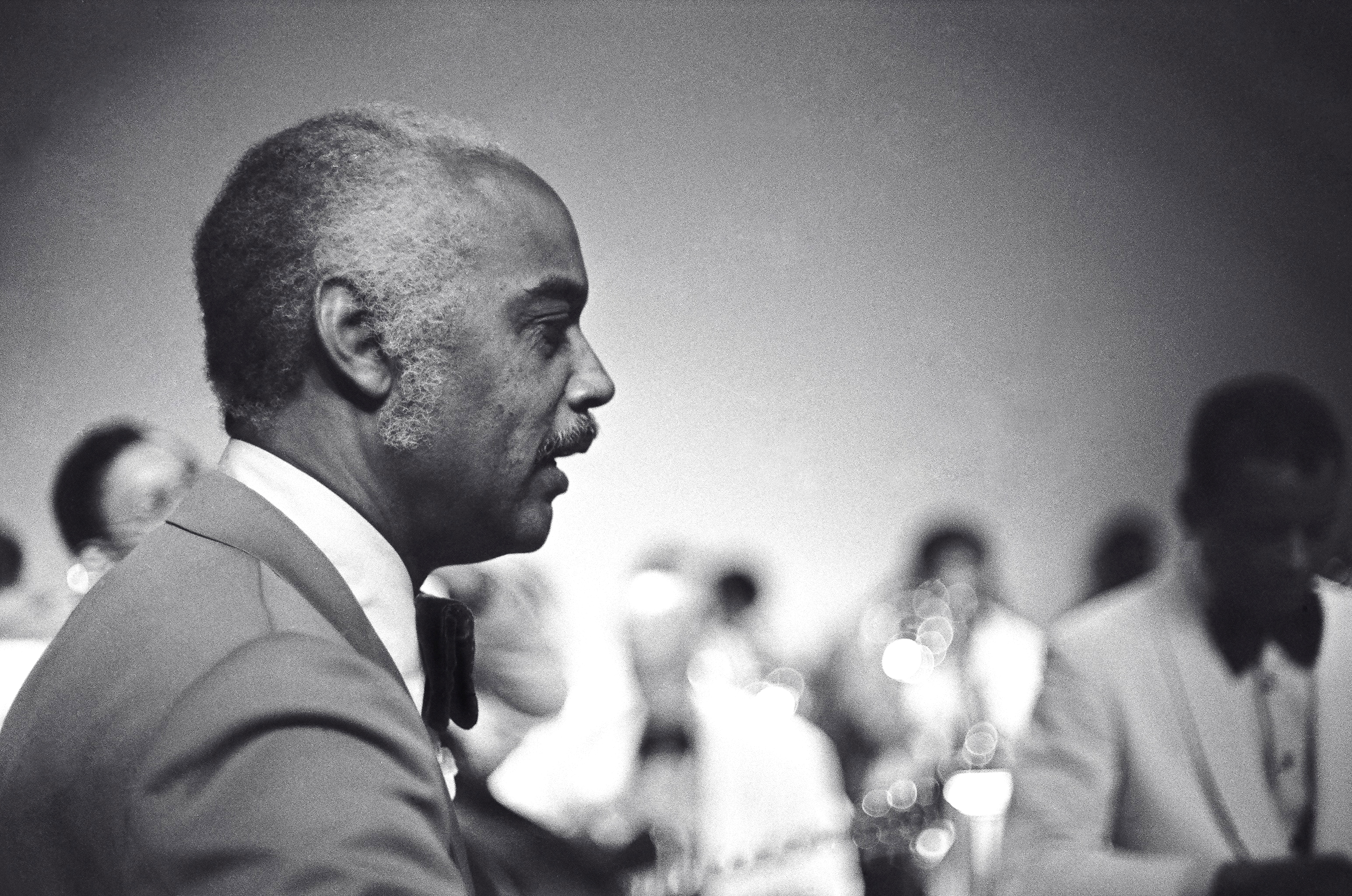
Mercer Ellington in concert an der University of Rochester 1975

Mercer Kennedy Ellington (* 11. März 1919 in Washington, D.C.; † 8. Februar 1996 in Kopenhagen) war ein amerikanischer Jazztrompeter, Komponist und Arrangeur. Er ist der Sohn des berühmten Komponisten, Pianisten und Bandleader Duke Ellington.

## Leben und Schaffen
Der junge Ellington wurde musikalisch durch seinen Vater unterrichtet. Er studierte an der Columbia University und der Juilliard School of Music. Sein erstes aufgenommenes Musikstück, Pigeons and Peppers, schrieb er mit achtzehn.
In den Jahren 1939, von 1946 bis 1949 und 1959 leitete er eigene Bands, deren Mitglieder oft bei seinem Vater weiterspielten oder selbst bekannte Musiker wurden, so etwa Dizzy Gillespie, Kenny Dorham, Idrees Sulieman, Chico Hamilton, Charles Mingus und Carmen McRae.

In den 1940er Jahren schrieb er einige Stücke die später zu Jazzstandards wurden, darunter Things Ain’t What They Used to Be, Jumpin’ Punkins, Moon Mist und Blue Serge.
Er komponierte für seinen Vater von 1940 bis 1941, verbrachte seinen Armeedienst 1943–45 in einer Militärkapelle unter Leitung von Sy Oliver und arbeitete danach als Road Manager für das Cootie-Williams-Orchester und als Produzent für das kleine Label Sunrise Records. 1950 spielte er zunächst als Musiker bei seinem Vater und arbeitete später als Manager. 1960 wurde er Musik-Direktor bei Della Reese, 1962 wurde er Disk Jockey in New York City. 1965 kam er nochmals zum Ellington Orchestra, diesmal als Trompeter und Road Manager.
Nach dem Tode seines Vaters im Jahr 1974 übernahm er die Leitung des Duke Ellington Orchestra und ging mit ihm auf Europa-Tournee (1975, 1977). 1978 brachte Mercer Ellington in Zusammenarbeit mit dem Kritiker Stanley Dance eine Biographie über seinen Vater heraus: Duke Ellington in Person: An Intimate Memoir. In den frühen 1980ern war er Dirigent in der Duke-Ellington-Broadwayrevue Sophisticated Ladies und war 1986 an der Aufführung der Duke Ellington-Oper Queenie Pie beteiligt. In den späten 1980ern zog er nach Dänemark, wo er sich weitgehend aus dem Musikleben zurückzog. 1988 wurde sein Album Digital Duke (GRP) mit einem Grammy Award ausgezeichnet.
Mercer Ellingtons Sohn, Edward, spielte in den späten 1970er Jahren im Ellington Orchestra. Sein jüngerer Sohn, Paul, übernahm das Orchester nach seinem Tod. Seine Tochter Mercedes ist Tänzerin und Choreografin.
Ellington starb kurz vor seinem siebenundsiebzigsten Geburtstag an Herzversagen.

## Diskografie als Bandleader (Auswahl)

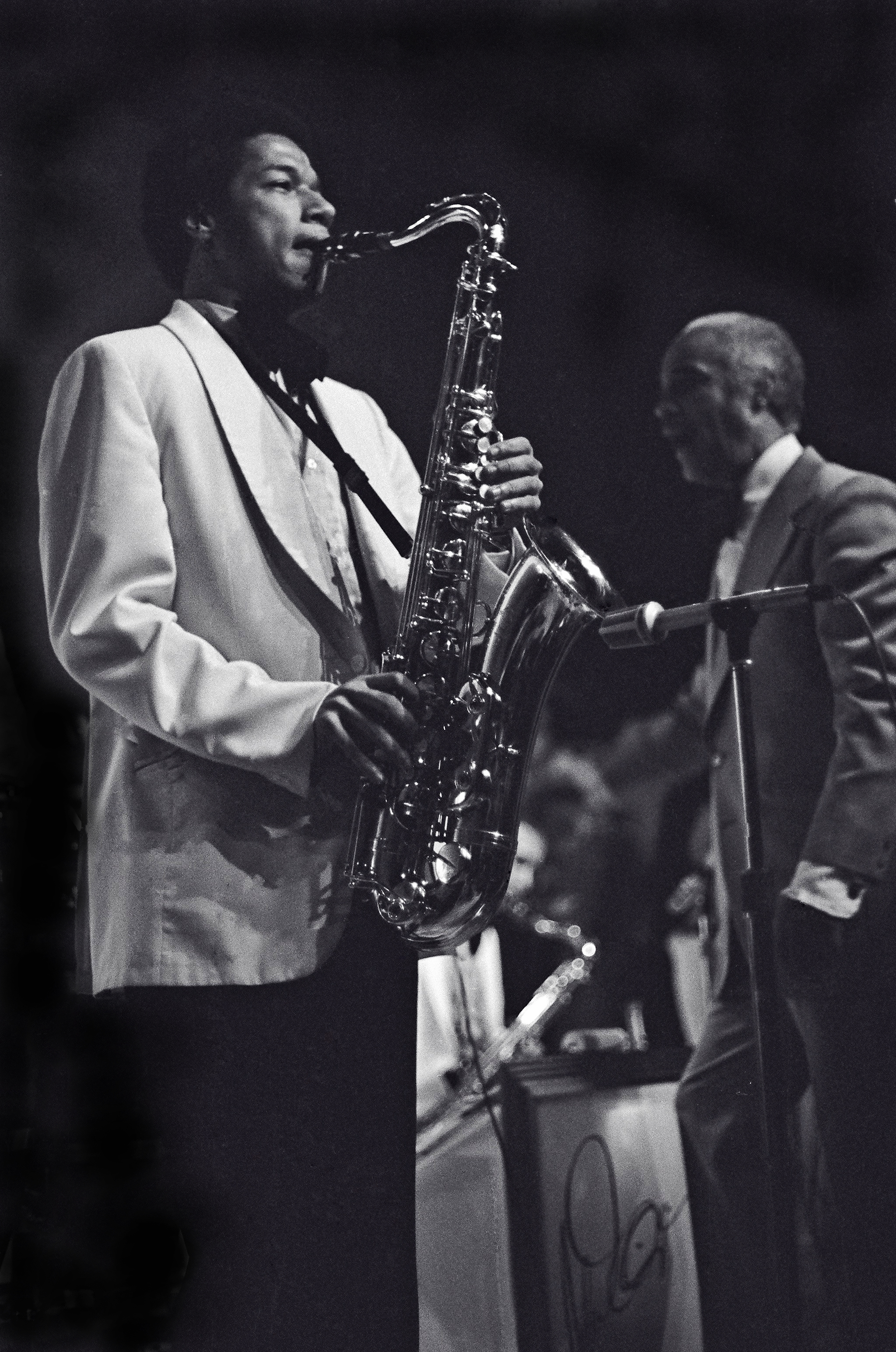
Ricky Ford und Mercer Ellington 1975

- Stepping into Swing Society (Coral Records, 1959)
- Colors in Rhythm (Coral, 1959)
- Black and Tan Fantasy, 1958/59 (MCA Records, 1973)
- Hot and Bothered (Doctor Jazz, 1985)

mit dem Duke Ellington Orchestra
- Continuum (Fantasy Records, 1975)
- Digital Duke (GRP Records, 1987) mit Barrie Lee Hall Jr.
- Music Is My Mistress (Musicmasters, 1989)